# Wikipedia en ruso
La Wikipedia en ruso es la edición de Wikipedia en lengua rusa. Fue creada el 20 de mayo de 2001. Tiene 2 036 432 artículos, lo que le hace la séptima Wikipedia más grande. El 25 de febrero de 2010 alcanzó los 500 000 artículos, el 11 de mayo de 2013 alcanzó 1 000 000 de artículos, y el 18 de septiembre de 2024 alcanzó los 2 000 000 de artículos. Esta versión de la Wikipedia contiene actualmente la cifra de 2 036 432 artículos; tiene 3 727 513 usuarios, de los cuales 9178 son activos.
El 29 de noviembre de 2006, la Wikipedia en ruso fue galardonada por el Estado ruso con el "Runet Prize" (Премия Рунета) en la categoría de ciencia y la educación, galardón que repitió en 2007 y 2009.
La Wikipedia en ruso es la Wikipedia con más artículos que utiliza un alfabeto diferente al latino.

## Fechas importantes

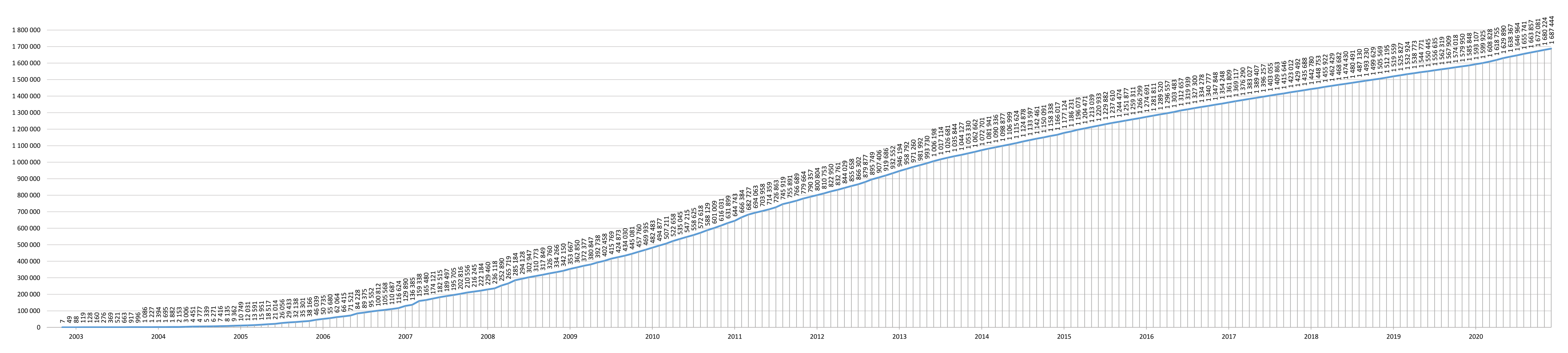
Número de artículos en la Wikipedia en ruso en el período 2005-2010 (en miles).

- Diciembre de 2002. Se crea la Wikipedia en ruso.
- 23 de diciembre de 2005. La Wikipedia en ruso alcanza los 50 000 artículos.
- 16 de agosto de 2006. La Wikipedia en ruso alcanza los 100 000 artículos.
- 10 de marzo de 2007. La Wikipedia en ruso alcanza los 150 000 artículos.
- 4 de septiembre de 2007. La Wikipedia en ruso alcanza los 200 000 artículos.
- 17 de marzo de 2008. La Wikipedia en ruso alcanza los 250 000 artículos.
- 18 de julio de 2008. La Wikipedia en ruso alcanza los 300 000 artículos.
- 22 de enero de 2009. La Wikipedia en ruso alcanza los 350 000 artículos.
- 18 de abril de 2009. La Wikipedia en ruso alcanza los 380 000 artículos.
- 16 de junio de 2009. La Wikipedia en ruso alcanza los 400 000 artículos.
- 6 de noviembre de 2009. La Wikipedia en ruso alcanza los 450 000 artículos.
- 25 de febrero de 2010: La Wikipedia en ruso alcanza los 500 000 artículos.
- 18 de junio de 2010: La Wikipedia en ruso alcanza los 550 000 artículos.
- 8 de octubre de 2010: La Wikipedia en ruso alcanza los 600 000 artículos.
- 16 de enero de 2011: La Wikipedia en ruso alcanza los 650 000 artículos.
- 13 de abril de 2011: La Wikipedia en ruso alcanza los 700 000 artículos.
- 7 de agosto de 2011: La Wikipedia en ruso alcanza los 750 000 artículos.
- 10 de diciembre de 2011: La Wikipedia en ruso alcanza los 800 000 artículos.
- 3 de mayo de 2012: La Wikipedia en ruso alcanza los 850 000 artículos.
- 10 de julio de 2012: La Wikipedia en ruso protesta contra la censura en Runet.
- 8 de septiembre de 2012. La Wikipedia en ruso alcanza los 900 000 artículos.
- 7 de enero de 2013: La Wikipedia en ruso alcanza los 950 000 artículos.
- 11 de mayo de 2013: La Wikipedia en ruso alcanza el 1 000 000 de artículos.
- 28 de marzo de 2014: La Wikipedia en ruso alcanza el 1 100 000 artículos.
- 30 de marzo de 2016: La Wikipedia en ruso alcanza el 1 300 000 artículos.
- 14 de junio de 2017: La Wikipedia en ruso alcanza el 1 400 000 artículos.
- 1 de octubre de 2018: La Wikipedia en ruso alcanza el 1 500 000 artículos.
- 26 de febrero de 2020: La Wikipedia en ruso alcanza el 1 600 000 artículos.
- 17 de febrero de 2021: La Wikipedia en ruso alcanza el 1 700 000 artículos.
- 4 de marzo de 2022: La Wikipedia en ruso alcanza el 1 800 000 artículos.
- 12 de marzo de 2023: La Wikipedia en ruso alcanza el 1 900 000 artículos.
- 18 de septiembre de 2024: La Wikipedia en ruso alcanza los 2 000 000 de artículos.